# Glocke Le Pin (Charente-Maritime)

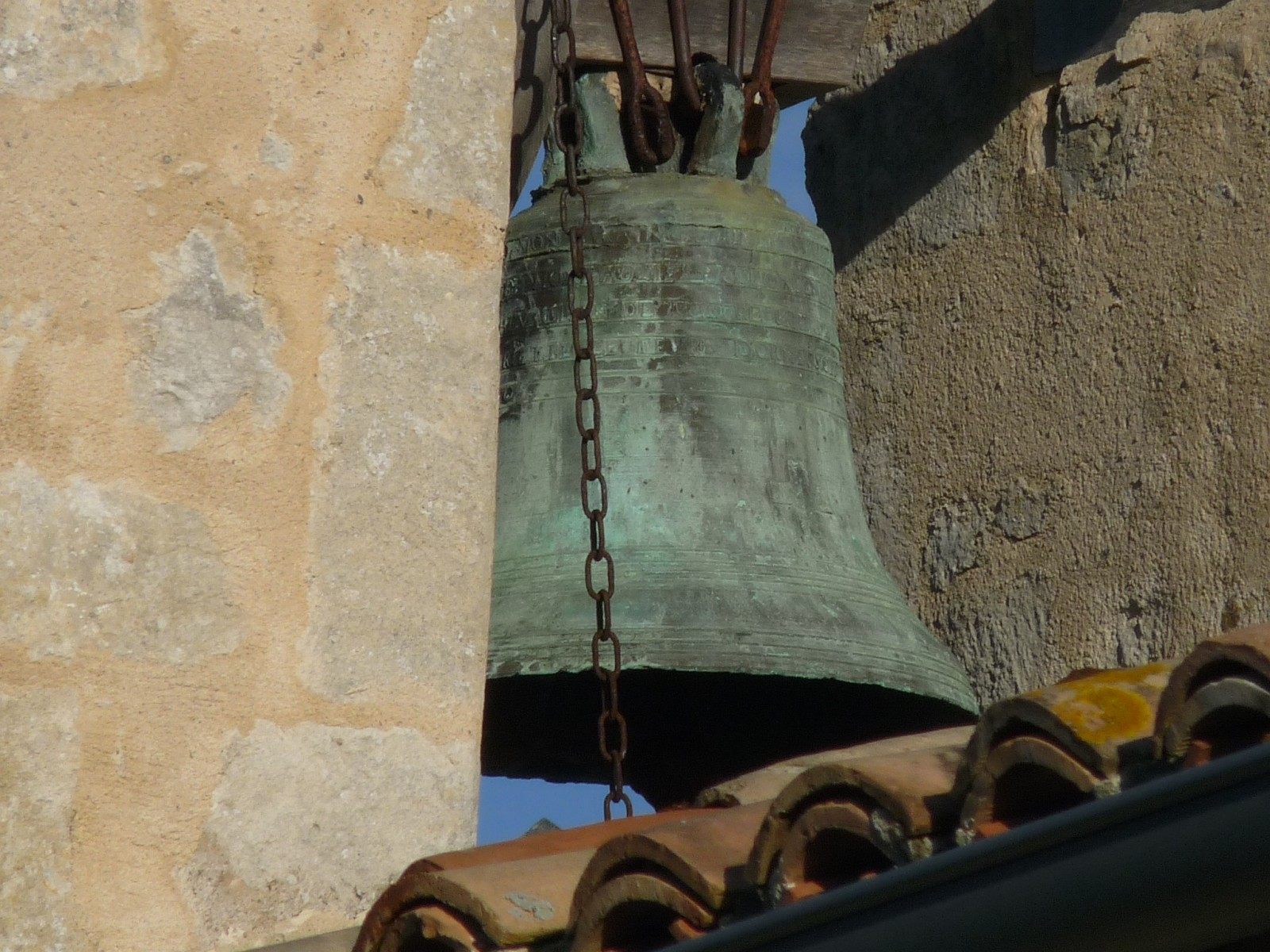
Glocke in Le Pin

Die Glocke in der Kirche St-Martin in Le Pin, einer französischen Gemeinde im Département Charente-Maritime der Region Nouvelle-Aquitaine, wurde 1770 gegossen. Die 60 cm hohe Kirchenglocke aus Bronze ist seit 1908 als Monument historique klassifiziert. 
Sie trägt folgende Inschrift: „MON PARRAIN A ESTE MESSIRE ANDRE ANNE MARIE DE FERRO CRUSSOL D’UZES COMTE DE MONTAUSIERS COLONEL LIEUTENANT DU REGIMENT DORLEANS DE L’ORDRE MILITAIRE ET ROYAL DE SAINT LOUIS MA MARRAINE DAME HENRIETTE LEFEVRE DORMESSON MI MONIOU CURE E COTREAUX FABRIQUEUR 1770 I BAPTISTE RIGUEUR MA FAIT“.